# Enfant de guerre

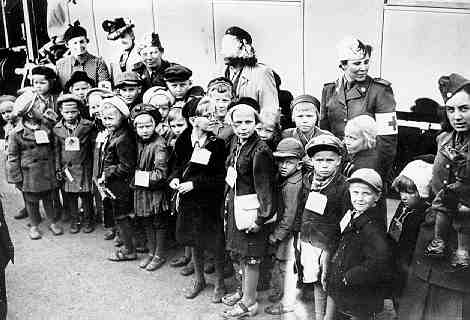
Turku en Finlande, enfants de guerre finlandais en 1939.

Un enfant de guerre (parfois appelé enfant de la guerre) est un enfant né lors d'un conflit ou à la suite d'un conflit, dans un pays occupé, d’un père appartenant à la force étrangère, le plus souvent un soldat occupant (ou de passage dans ce pays) et d'une femme du pays. Cet enfant peut être issu d'un viol de guerre. 
Avoir un enfant d’un membre de l’armée ennemie est souvent regardé comme un acte de détresse[Quoi ?] économique ou sociale. Les mères sont souvent répudiées par leur famille, leurs amies et par toute la société en général.
Le mot « enfants de la guerre » désigne plus généralement tous les enfants qui sont nés pendant une guerre, mais il peut également être utilisé communément pour désigner les enfants de guerre.

## Discrimination envers les enfants de guerre
Les enfants d’un père membre d’une armée d'occupation ou d’une famille ayant collaboré avec l'ennemi occupant étaient naturellement innocents de ce qui se passait pendant la guerre. Mais ces enfants ont eu l’impression d’être coupables des crimes qui furent révélés lors des investigations d'après-guerre. Pendant leur adolescence, ils pouvaient éprouver de la culpabilité et de la honte, et furent l'objet de brimades.

### Aide pour les mères et enfants
L'Amicale Nationale des Enfants de la Guerre (ANEG) et Cœurs Sans Frontières/Herzen ohne Grenzen sont les deux organisations françaises qui s'occupent de la recherche des parents. Depuis 2009, le gouvernement allemand accorde sur demande la nationalité allemande aux enfants de la guerre des soldats allemands de l’Occupation en France pendant la Seconde Guerre mondiale,, ceux-ci peuvent donc obtenir une double nationalité. Concernant les soldats allemands, il existe pour les demandes de recherche en paternité le Service Deutsche Dienststelle (WASt) à Berlin.

### Rapprochement des familles
Au début du XXIe siècle, les enfants de guerre de la Seconde Guerre mondiale sont désormais parvenus à l'âge de la retraite et cherchent des sources d'information. Les pères sont souvent déjà morts mais restent les enfants des familles allemandes pour permettre d'établir enfin des contacts familiaux. Cela réussit parfois et c'est le sujet des deux films (jusqu'alors en langue allemande) Feindeskind et Besatzungskinder qui ont pour thème les phases de recherche et de rapprochement.

## Seconde Guerre mondiale

### Enfants de guerre de couples franco-allemands
Le nombre d'enfants nés d'un soldat allemand et d'une mère française en France est estimé pour les années 1941 à 1949 d'environ 75 000 à 200 000,.
Fabrice Virgili, chercheur au CNRS et conseiller historique, estime ce chiffre à 100 000 et déclare qu'il s'agissait « d'un phénomène de masse »
Il n'y avait pas seulement les enfants nés de père allemand (Wehrmacht ou ses personnels civils, comme l'Organisation Todt ou autres, ainsi que les prisonniers de guerre) en France mais aussi ceux d'un père français (prisonnier de guerre, STO, soldat de l'occupation française) en Allemagne ou parfois de mère française travailleuse volontaire en Allemagne.

### Recherche dans les archives allemandes
- L'archive Deutsche Dienststelle (WASt) a des documents traçant le mouvement des soldats allemands pendant la Seconde Guerre mondiale. Les enfants de guerre qui recherchent le destin de leur père allemand (soldat, prisonnier de guerre) y peuvent avancer.
- Les Archives fédérales (Allemagne)-Archives militaires (en langue allemande: Bundesarchiv-Militärarchiv) à Fribourg-en-Brisgau possèdent quelques copies de documents personnels et pour toute unité de la Wehrmacht les reports des évènements du jour (« Kriegstagebücher ») avec les mouvements et les morts de l'unité[13].
- Après la Seconde Guerre mondiale les archives des membres du parti nazi se trouvaient dans le Secteur américain de Berlin dans le «Berlin Document Center». Elles ont été transférées aux Archives fédérales (Allemagne), bureau Berlin-Lichterfelde. On peut y faire des recherches pour toutes personnes qui sont mortes depuis trente ans. Ce qu'il faut savoir pour la recherche c'est le nom, prénom, date de naissance, date de décès ainsi que l'occupation et le domaine d'activités de la personne recherchée[14].
- L'association Volksbund Deutsche Kriegsgräberfürsorge tient un registre sur internet comprenant les tombes des soldats tués pendant les Première et Seconde guerre mondiale[15].

### Enfants des prisonniers de guerre français
Pour les enfants et les petits-enfants des prisonniers de guerre en Allemagne, il y a plusieurs méthodes de recherche. Il y a encore des documents dans les archives différentes. À Paris se trouve une archive pour chercher mère ou père de naissance. À Caen, il y a l'archive à la mémoire des hommes du Ministère de la Défense. Une salle de lecture des archives du Ministère des Affaires étrangères se trouve sur le site de Paris - La Courneuve. Une autre possibilité est de chercher le sort des travailleurs forcés en Allemagne dans les archives du Service international de recherches (en allemand : Internationaler Suchdienst ITS in Arolsen),.

### Autres pays concernés
Il y a aussi des « enfants de la guerre » de la Seconde Guerre mondiale au Danemark, en Norvège, aux Pays-Bas. Plus tard, après la Seconde Guerre mondiale, ont suivi les enfants des soldats alliés.
La recherche des enfants de la guerre nés de soldats américains pour leurs pères géniteurs est assistée par l'organisation GItrace,. De plus il y a l'association en Allemagne GI Babies Germany e.V. qui s'occupe de rechercher les sources des enfants de l'après-guerre de père soldat américain et de mère allemande.
Suivaient plus tard ceux des soldats américains en Asie.

## Les forces alliées en Allemagne
Les forces alliées ont occupé l'Allemagne pendant plusieurs années après la Seconde Guerre mondiale. Dans son livre 'GIs and Fräuleins', Maria Hohn estime que 66 000 enfants sont nés de l'union de soldats des forces alliées avec des femmes allemandes dans la période 1945-1955 :
- parent américain : 36 334
- parent français : 10 188
- parent britannique : 8 397
- parent soviétique : 3 105
- parent belge : 1 767
- parent autre ou inconnu : 6 829

Les historiens allemands Silke Satjukow et Rainer Gries estiment à environ 400 000 le nombre total d'enfants nés entre 1945 et 1955 en Allemagne de pères soviétiques, américains, français et britanniques – dont les trois quarts seraient de pères soviétiques, eu égard au grand nombre de viols durant les derniers mois de la guerre.

## Convention des Nations unies
La prise de conscience des conditions imposées aux enfants et aux mères a amené en 1989 à l'adoption de la Convention internationale des droits de l'enfant. Depuis 2008, le Conseil de sécurité des Nations unies classe les atteintes sexuelles en temps de guerre comme crimes de guerre, une décision considérée comme « historique » par l'hebdomadaire allemand Die Zeit.

### Enfants de la guerre (Seconde Guerre mondiale)
- (en) Kjersti Ericsson and Eva Simonsen, Children of World War II The Hidden Enemy Legacy, Oxford-New York, Berg, 2005.
- (de) Ebba D. Drolshagen, Nicht ungeschoren davonkommen. Das Schicksal der Frauen in den besetzten Ländern, die Wehrmachtssoldaten liebten, Hamburg (Hoffmann und Campe) 1998  (ISBN 3-4551-1262-5)
- (de) Ebba D. Drolshagen, Wehrmachtskinder. Auf der Suche nach dem nie gekannten Vater, München (Droemer) 2005  (ISBN 3-4262-7357-8)

### Enfants de la guerre de couples franco-allemands
- Amicale Nationale des Enfants de la Guerre (Éditeur), Des fleurs sur les cailloux : Les enfants de la Guerre se racontent, Éditions Laurent Guillet, Limerzel 2010  (ISBN 978-2-9185-8801-6) (Les enfants concernés racontent : les défavorisés, histoires de leurs vies dures, recherche pour le père inconnu).
- Roberte Colonel, Où es-tu maman ?, éditions Michel de Maule, 2003.  (ISBN 978-2-8762-3134-4)
- Annette Hippen-Gondelle, Un seul jour, un seul mot. Le roman familial d'une enfant de Boche, Paris, L'Harmattan, 2011.  (ISBN 978-2-296-56161-8)
- Suzanne Lardreau, Orgueilleuse, Éditions Robert Laffont, Paris 2005  (ISBN 978-2-2211-0210-7)
- Gérard Lenorman, Je suis né à vingt ans, Calmann-Lévy, 2007, 169p.   (ISBN 978-2-7021-3865-6)
- Jean-Paul Picaper et Ludwig Norz, Enfants maudits, Édition des Syrtes, Paris 2004  (ISBN 2-8454-5088-5) (enfants de la guerre en France)
- Fabrice Virgili, La France "virile" : Des femmes tondues à la Libération (2000), Paris, Payot, coll. Petite Bibliothèque Payot, 2004  (ISBN 2-2288-9857-0)
- Fabrice Virgili, Naître ennemi : Les enfants de couples franco-allemands nés pendant la Seconde Guerre mondiale, Paris, Payot, 2009  (ISBN 978-2-2289-0399-8)
- François Pairault: Un amour allemand. Geste Éditions, La Crèche 2011  (ISBN 978-2-84561-765-0)
- Nadia Salmi: Des étoiles sombres dans le ciel OH Éditions, Paris 2011  (ISBN 978-2-36107-028-1)
- Yves Guyet: "Berlin 1945. Je suis né dans les ruines du Reich. Un enfant de la guerre raconte..." Ed. Jourdan. 2018  (ISBN 978-2-87466-497-7)

### Enfants de la guerre de couples norvégien-allemands
- (no) Borgersrud, L.: Staten og krigsbarna: en historisk undersøkelse av statsmyndighetenes behandling av krigsbarna i de første etterkrigsårene, 2004
- (no) Ellingsen, D.: Krigsbarns levekår: en registerbasert undersøkelse, 2004
- (no) Borgersrud, L.: Vi ville ikke ha dem: Statens behandling av de norske krigsbarna, 2005
- (no) Ericsson, K. & E. Simonsen: Krigsbarn i fredstid, 2005
- (en) Simonsen, E: Into the open – or hidden away? – The construction of war children as a social category in post-war Norway and Germany. NORDEUROPAforum (2006:2), S. 25-49
- (de) Kare Olsen, Vater: Deutscher. - Das Schicksal der norwegischen Lebensbornkinder und ihrer Mütter von 1940 bis heute, 2002 (la source ultimative de Lebensborn en Norvège dans le texte norvégien : Krigens barn: De norske krigsbarna og deres mødre, Aschehoug, 1998  (ISBN 8-2032-9090-6))
- (en) Eystein Eggen, The Boy from Gimle, 1993 -  traduit en français : Extrait  en ligne : Le garçon de Gimle

### Enfants de la guerre (autres pays)
- (en) Olga Rains, Lloyd Rains, Melynda Jarratt, Voices of the Left Behind, 2006  (ISBN 1-5500-2585-6) (enfants de la guerre au Canada)
- (en) Maria Hohn, GIs and Fräuleins: The German-American Encounter in 1950s West Germany, 2001  (ISBN 0-8078-5375-5)

## Documentaires

### Enfants de la Seconde Guerre mondiale en France
- Enfants de Boches. Film de Christophe Weber et Olivier Truc, Sunset Press, France 3, 2003.
- (de) Feindeskind. Mein Vater war ein deutscher Soldat (en français : « Enfant d'ennemi. Mon père était soldat allemand. »). Film de Susanne  Freitag et Claudia Döbber. Production du studio ZDF (ZDF-Studios Paris), 2007. Diffusé par la chaine allemande Phoenix le 2 janvier 2010. (Wehrmachtsauskunftsstelle Berlin, discrimination des mères et enfants, société française Amicale Nationale des enfants de la guerre A.N.E.G., rapprochement de famille des frères et sœurs communs de père commun allemand et mère française et mère allemande)[29].
- (de) „Kinder der Schande.“ Wie Frankreichs Besatzungskinder um »ihre Identität ringen. (en français :  «Enfants maudits. Comme les enfants français cherchent leurs idenitité »). Diffusé par la chaine allemande 3sat Kulturzeit, avril 2006. De plus information sur le livre de Josiane Kruger, Janine Stephan etc.: Les embryons de guerre. Manuscrit, Paris 2006  (ISBN 2-7481-8244-8) (fr)[30]
- (de) betrifft. Besatzungskinder (en français : « Concernant. Enfants de la guerre »). Diffusé par la chaine allemande régionale SWR/SR le 2 décembre 2009. Produit par John Dickbertel, SWR 2009. (La recherche et la rencontre d'enfants français et allemands d'un père commun de l'occupation allemande en France ou bien d'un père de l'occupation française en Allemagne. Interview avec la présidente de l'Amicale Nationale des enfants de la guerre A.N.E.G.)[29]
- (de) Im Bett mit dem Feind – Liebe und Sex im Krieg. (en français : «Cohabitation avec l'ennemie. Amour et sexualité pendant la guerre»). Production: France 2010. Diffusé par la chaine allemande 3sat le 11 janvier 2013, 20:15–21:05. (200 000 enfants de soldats allemands et de femmes françaises.)

### Enfants des soldats alliés après la guerre

#### Enfants par les soldats français
- (de) Frankreichs deutsche Kinder. (en français : « Les enfants allemands originant des soldats français dans la zone occupèe française »). Diffusé par la chaine allemande ARTE, 18 janvier 2022, 21:50–22:45, France, 2021. (Repatriement de l'Allemagne vers La France des enfants des soldats français avec des femmes allemandes dans la zone occupée française)